# Institut de Literatura Maksim Gorki

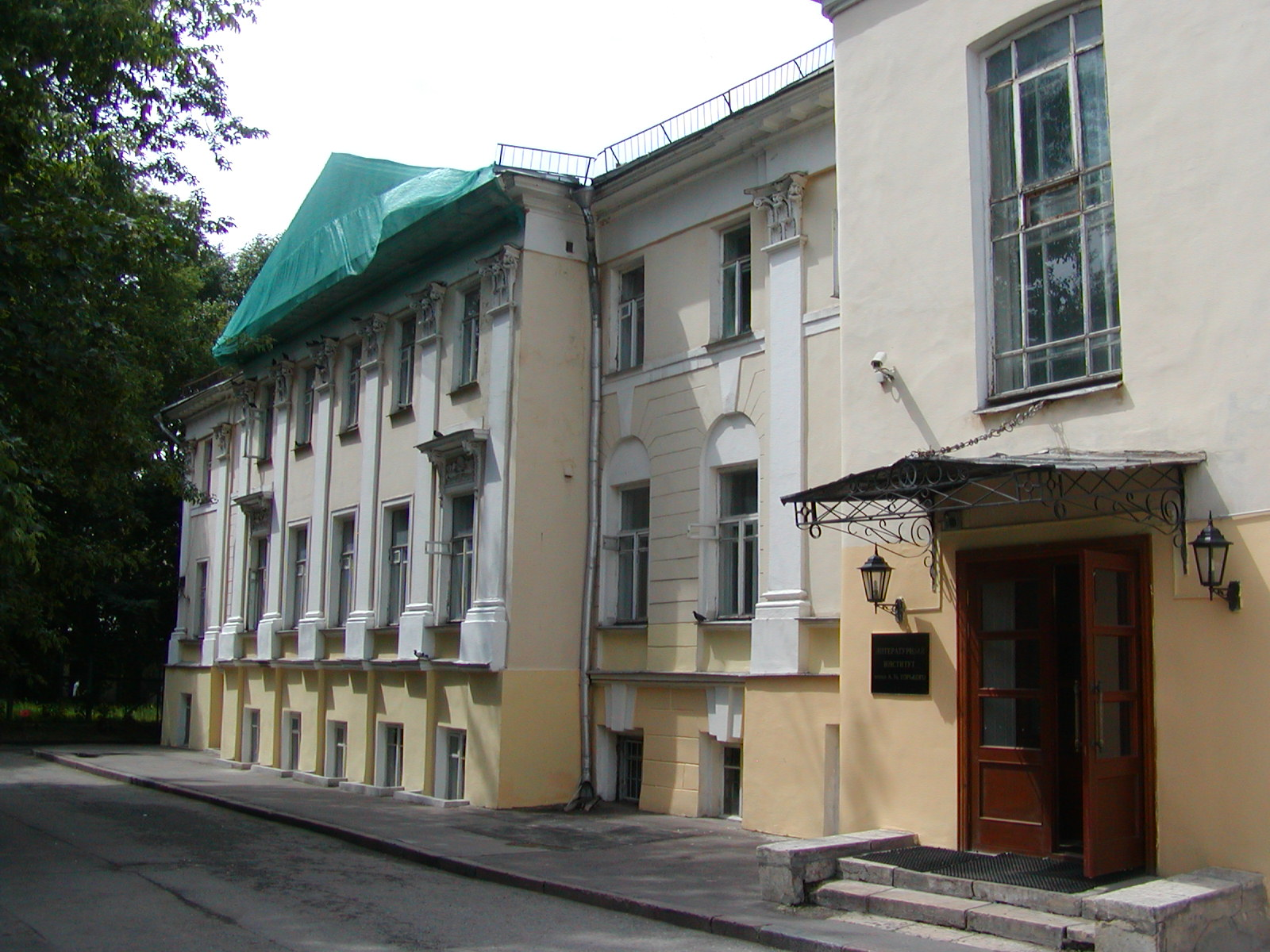
Edifici principal de l'Institut de Literatura Maksim Gorki

L'Institut de Literatura Maksim Gorki (rus: Литературный институт имени А. М. Горького Literaturnii institut imeni A. M. Gorkogo), és un centre d'ensenyament superior de Moscou, Rússia dedicat a les humanitats i a creació i traducció literària. Es va fundar el 1933 per iniciativa de Maksim Gorki, amb el nom d'Universitat de Tarda dels Treballadors i va rebre al seu nom actual en morir Gorki el 1936. Es poden realitzar cursos de manera presencial o a distància.

## Alumnat
- l'escriptor Tulusheva A VologdaTxinguiz Aitmàtov (novel·lista)
- Bel·la Akhmadúlina (poeta)
- Maria Arbàtova (escriptora)
- Víktor Astàfiev (novel·lista)
- Iuri Bóndarev (escriptor)

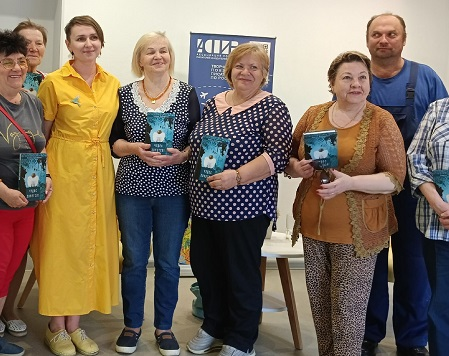
l'escriptor Tulusheva A Vologda

- Nambaryn Enjbayar (novel·lista, president de Mongòlia entre 2005 i 2009)
- Aleksandr Gàlitx (poeta)
- Rassul Gamzàtov (poeta)
- Anatoli Gavrílov (escriptor)
- Borís Golovin (poeta)
- Fazil Iskander (novel·lista)
- Oleg Khafízov (escriptor)
- Ismail Kadare (escriptor)
- Mikhaïl Matussovski (escriptor)
- Oleg Pàvlov (escriptor)
- Hovhannès Xiraz (poeta)
- Víktor Pelevin (novel·lista)
- Víktor Rózov (dramaturg)
- Iuri Trifonov (escriptor)
- Ievgueni Ievtuixenko (escriptor)
- Pàvel Bassinski (crític literari)
- Vassili Belov (escriptor)
- Iuri Bóndarev (escriptor)
- Ievgueni Dolmatovski (poeta)
- Iuri Kazakov (escriptor)
- Anatoli Kim (escriptor)
- Iuri Kuznetsov (poeta)
- Nikolai Rubtsov (poeta)
- Drago Siliqi (escriptor)
- Renata Verejanu (poeta)
- Konstantín Símonov (escriptor)
- Maithripala Sirisena, president de Sri Lanka